# Elżbieta Morawiec
Elżbieta Morawiec, właśc. Elżbieta Agnieszka Morawiec-Węgrzyn (ur. 5 października 1940 w Będzinie, zm. 10 listopada 2022) – polska krytyk teatralna i literacka, publicystka, tłumaczka. W latach 1970–1990 kierownik literacki Teatru Polskiego we Wrocławiu, Starego Teatru im. Heleny Modrzejewskiej w Krakowie, warszawskiego Teatru Studio oraz poznańskiego Teatru Ósmego Dnia. Członek Stowarzyszenia Pisarzy Polskich. Była członkiem kapituły Nagrody Literackiej im. Józefa Mackiewicza w latach 2005–2014.

## Życiorys
Ukończyła studia z zakresu filologii polskiej na Uniwersytecie Jagiellońskim. Doktorat z teatrologii obroniła na Katolickim Uniwersytecie Lubelskim w 1982 r. Debiutowała w 1966 r. na łamach dwutygodnika Teatr. W latach 1970–1981 członek redakcji Życia Literackiego. W okresie stanu wojennego była współzałożycielką Miesięcznika Małopolskiego. Współpracowała z pismami: brulion, Kultura Niezależna, Świat. Swoje szkice i recenzje teatralne drukowała m.in. w czasopismach: Dialog, Kultura, Odra, Teatr, Théâtre en Pologne, Życie Literackie. Redaktor miesięcznika Arcana. Dr Elżbieta Morawiec pisywała dla „Naszego Dziennika” na tematy związane z szeroko rozumianymi problemami społeczno-politycznymi.
Od 26 lutego 1979 do 22 lutego 1989 był kontrolowana przez SB ze względu na „prezentowanie negatywnej postawy politycznej, inspirowanie wrogich akcji” (Kwestionariusz Ewidencyjny pod Kryptonim „Literat”)
Była radną Miasta Krakowa I kadencji (1990) z listy Krakowskiego Komitetu Obywatelskiego, członkiem Komisji Kultury i Ochrony Zabytków oraz Komisji ds. Współpracy z Zagranicą i Współpracy z Gminami, 20 grudnia 1990 r. zrzekła się mandatu. W 2001 r. kandydowała bez powodzenia w wyborach parlamentarnych w okręgu krakowskim z listy Prawa i Sprawiedliwości (dostała 1181 głosów). Zmarła 10 listopada 2022. Pochowana została 18 listopada 2022 na cmentarzu w Mieroszowie (woj. dolnośląskie).

## Odznaczenia
Przyznano jej następujące odznaczenia:
- Nagroda Polcul Foundation (1990)[2]
- Złoty Krzyż Zasługi (2011)[10]
- Medal „Niezłomnym w słowie” (2011)[11]
- Krzyż Wolności i Solidarności (2022)[12]
- Krzyż Kawalerski Orderu Odrodzenia Polski (2017)[13]
- Medal Zasłużony Kulturze Gloria Artis (2022)[2]

## Twórczość
- Józef Szajna (monografia, wespół z Jerzym Madeyskim), Kraków, Wydawnictwo Literackie, 1974
- Mitologie i przeceny, Warszawa, Czytelnik, 1982 ISBN 83-07-00614-7
- Powidoki teatru, Kraków, Wydawnictwo Literackie, 1991 ISBN 83-08-02396-7
- Seans pamięci : szkice o dramacie i teatrze, Kraków, Wydawnictwo Baran i Suszczyński, 1996, ISBN 83-85845-60-7
- Małe lustra albo długi cień PRL-u, Kraków, Wydawnictwo Arcana, 1999 ISBN 83-86225-42-4
- Jerzy Grzegorzewski. Mistrz światła i wizji, Kraków, Wydawnictwo Arcana, 2006 ISBN 83-89243-98-9
- Stanisław Wyspiański : myśli i obrazy, Olszanica, Wydawnictwo BoSz, 2008, ISBN 978-83-89747-86-0
- Nadzieja, świat i krętacze, Kraków, Arcana, 2011, ISBN 978-83-60940-65-5

## Przekłady
- Wielkie mocarstwa wobec Polski – od Wersalu do Jałty, 1919–1945 Jana Karskiego, Kraków, Oficyna Literacka, 1989[14]; wyd. 2 Warszawa : Państ. Instytut Wydawniczy, 1992 ISBN 83-06-02162-2; wyd. 3 Lublin : Wydaw. Uniwersytetu Marii Curie-Skłodowskiej, 1998 ISBN 83-227-1168-9